# Entombed (Atari 2600)
Entombed un videojuego diseñado por Tom Sloper y programado por Steven Sidley para Atari 2600. Fue distribuido por U.S. Games en 1982.

## Juego
El juego es un laberinto simétrico con scroll vertical.

## Diseño
La programación del juego ha sido objeto de estudio académico (Universidad de York, arqueología de videojuegos) debido al algoritmo usado para crear el mapa dinámicamente